# Ironwood
Ironwood is een plaats (city) in de Amerikaanse staat Michigan, en valt bestuurlijk gezien onder Gogebic County.

## Demografie
Bij de volkstelling in 2000 werd het aantal inwoners vastgesteld op 6293.
In 2006 is het aantal inwoners door het United States Census Bureau geschat op 5590, een daling van 703 (-11,2%).

## Geografie
Volgens het United States Census Bureau beslaat de plaats een oppervlakte van
17,0 km², geheel bestaande uit land. Ironwood ligt op ongeveer 509 m boven zeeniveau.

## Plaatsen in de nabije omgeving
De onderstaande figuur toont nabijgelegen plaatsen in een straal van 36 km rond Ironwood.